# Mahaplag

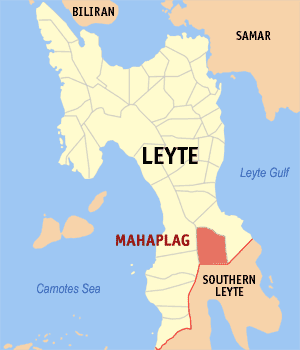
Bản đồ Leyte với vị trí của Mahaplag

Mahaplag là một đô thị hạng 4 ở tỉnh Leyte, Philippines. Theo điều tra dân số năm 2000 của Philipin, đô thị này có dân số 26.511 người trong 5.199 hộ.

## Các đơn vị hành chính
Mahaplag được chia ra 28 barangay.
| - Campin - Cuatro De Agosto - Hilusig - Himamara - Hinaguimitan - Liberacion - Mabuhay - Mabunga - Magsuganao - Mahayag - Mahayahay - Malinao - Malipoon - Palañogan | - Paril - Pinamonoan - Poblacion - Polahongon - San Isidro - San Juan - Santa Cruz - Tagaytay - Uguis - Union - Upper Mahaplag - Hiluctogan - Maligaya - Santo Niño |